# László Tábori
Dans le nom hongrois Tábori László, le nom de famille précède le prénom, mais cet article utilise l’ordre habituel en français László Tábori, où le prénom précède le nom.
László Tábori (né Talabircsuk le 6 juillet 1931 à Košice (Tchécoslovaquie) et mort le 23 mai 2018 à Los Angeles (Californie)) est un athlète hongrois naturalisé américain, spécialiste du demi-fond.

## Biographie
Affilié au Budapest Honvéd, László Tábori mesure 1,75 m pour 61 kg.
Il égale le record du monde du 1 500 mètres en 3 min 40 s 8 à Oslo le 6 septembre 1955, record détenu par le Hongrois Sándor Iharos. Ce record sera égalé par Gunnar Nielsen puis battu en 3 min 40 s 6 par István Rózsavölgyi à Tata le 3 août 1956.

### Palmarès
| Date | Compétition           | Lieu      | Résultat | Épreuve      | Performance   |
| ---- | --------------------- | --------- | -------- | ------------ | ------------- |
| 1956 | Jeux olympiques d'été | Melbourne | 4e       | 1 500 mètres | 3 min 42 s 4  |
| 1956 | Jeux olympiques d'été | Melbourne | 6e       | 5 000 mètres | 14 min 09 s 8 |

### Records
| Épreuve      | Performance   | Lieu | Date             |
| ------------ | ------------- | ---- | ---------------- |
| 1 500 mètres | 3 min 40 s 8  | Oslo | 6 septembre 1955 |
| Mile         | 3 min 59 s 0  |      | 1955             |
| 5 000 mètres | 13 min 52 s 6 |      | 1960             |